# 3 юли
3 юли е 184-тият ден в годината според григорианския календар (185-и през високосна). Остават 181 дни до края на годината.

## Събития
- 324 г. – В Битката при Адрианопол римският император Константин I Велики побеждава Лициний, който се спасява зад стените на Византион.
- 1608 г. – Град Квебек е основан при устието на река Сейнт Лорънс от френския изследовател Самюел дьо Шамплен.
- 1863 г. – Завършва Битката при Гетисбърг, част от Американската гражданска война.
- 1866 г. – По време на Австро-пруската война се състои битката при Кьонегрец с участие общо на 436 000 войници и 1700 оръдия; австрийските и саксонските войски претърпяват загуба и са принудени да сключат Пражкия мир.
- 1877 г. – Руско-турска освободителна война: Българското опълчение преминава река Дунав.
- 1890 г. – Айдахо става 43-тия щат на САЩ.
- 1894 г. – Започва учредителният конгрес на Българската работническа социалдемократическа партия.
- 1895 г. – Бившият министър-председател на България Стефан Стамболов е съсечен в центъра на София и 3 дни по-късно умира от раните си.
- 1908 г. – С бунт в гарнизона в Ресен избухва Младотурската революция; дадена е амнистия на 1500 българи – политически затворници.
- 1912 г. – Провежда се за пръв път Оперният фестивал в Савонлина във Финландия, огранизиран от Айно Акте.
- 1915 г. – В Турция са пуснати в обращение първите банкноти.
- 1940 г. – Втора световна война: Започва Операция Катапулт, в която британската флота, идваща от Гибралтар, напада Френската атлантическа флота, разположена в Мерс ел-Кебир.
- 1944 г. – Втората световна война: Англо-американската авиация бомбардира Русе и село Чупрене.
- 1956 г. – Народна република България установява дипломатически отношения с Етиопия.
- 1957 г. – Създаден е Български автомобилен турингклуб, преименуван по-късно на Съюз на българските автомобилисти.
- 1962 г. – След продължителна колониална война френският президент Шарл дьо Гол провъзгласява независимостта на Алжир от Франция.
- 1985 г. – Състои се премиерата на филма Завръщане в бъдещето в САЩ.
- 1988 г. – Самолет Airbus A300 на иранските авиолинии, изпълняващ редовен полет между Бандар Абас в Иран и Дубай е свален над Персийския залив, от ракета на ракетния крайцер „Vincennes“ от състава на Военноморските сили на САЩ. Загиват всичките 290 души на борда на самолета.
- 1991 г. – Адигея влиза в състава на Руската федерация.
- 2006 г. – При катастрофа в метрото на Валенсия (Испания) загиват 41 души.
- 2013 г. – Президентът на Египет Мохамед Морси е свален от власт след преврат на Въоръжените сили на Египет.

## Родени
- 1423 г. – Луи XI, крал на Франция († 1483 г.)
- 1728 г. – Робърт Адам, британски архитект († 1792 г.)
- 1738 г. – Джон Копли, американски и английски художник († 1815 г.)
- 1767 г. – Жан Жозеф Пол Огюстен, френски държавник († 1828 г.)
- 1854 г. – Леош Яначек, чешки композитор († 1928 г.)
- 1855 г. – Петър Груев, български висш военен, генерал († 1942 г.)
- 1857 г. – Антон Шоурек, чешки математик († 1926 г.)
- 1875 г. – Фердинанд Зауербрух, германски хирург († 1951 г.)
- 1876 г. – Ралф Бартън Пери, американски философ, неореалист († 1957 г.)
- 1879 г. – Алфред Кожибски, полски лингвист († 1950 г.)
- 1883 г. – Франц Кафка, чешки и австрийски писател († 1924 г.)
- 1888 г. – Рамон Гомес де ла Серна, испански писател († 1963 г.)
- 1923 г. – Йордан Малиновски, български физикохимик († 1996 г.)
- 1924 г. – Славчо Чернишев, български писател († 2000 г.)
- 1925 г. – Асен Попов, български скулптор († 2008 г.)
- 1928 г. – Гюнтер Бруно Фукс, немски поет, белетрист и график († 1977 г.)
- 1929 г. – Петър Дюлгеров, български политик († 2003 г.)
- 1932 г. – Стефан Гецов, български актьор († 1996 г.)
- 1933 г. – Александър Фол, български историк († 2006 г.)
- 1934 г. – Стефан Абаджиев, български футболист († 2024 г.)
- 1935 г. – Харисън Шмит, американски астронавт
- 1937 г. – Невена Симеонова, българска актриса († 2013 г.)
- 1942 г. – Радосвет Коларов, български литературовед
- 1945 г. – Стефан Воронов, български естраден изпълнител († 1974 г.)
- 1948 г. – Йордан Костурков, български писател и преводач
- 1949 г. – Емилия Масларова, български политик
- 1952 г. – Лора Браниган, американска певица и актриса от ирландски произход († 2004 г.)
- 1961 г. – Албена Бакрачева, български учен и преводач
- 1962 г. – Том Круз, американски актьор
- 1962 г. – Хънтър Тайло, американска актриса
- 1964 г. – Теодор Лулчев, български дизайнер
- 1968 г. – Елин Рахнев, български писател
- 1968 г. – Рамуш Харадинай, косовски военен деец и политик
- 1969 г. – Гедеон Буркхард, немски актьор
- 1971 г. – Джулиан Асанж, австралийски програмист и журналист, основател на Wikileaks
- 1977 г. – Деян Божков, български шахматист
- 1978 г. – Петя Янчулова, българска волейболистка
- 1981 г. – Ангел Игов, български писател и журналист
- 1986 г. – Оскар Устари, аржентински футболист
- 1987 г. – Себастиан Фетел, немски автомобилен състезател
- 1988 г. – Владимир Зомбори, български актьор
- 1991 г. – Анастасия Павлюченкова, руска тенисистка

## Починали
- 1642 г. – Мария Медичи, кралица на Франция (* 1573 г.)
- 1904 г. – Теодор Херцел, австрийски ционист (* 1860 г.)
- 1908 г. – Николай Игнатиев, руски дипломат (* 1832 г.)
- 1918 г. – Мехмед V, султан на Османската империя (* 1844 г.)
- 1941 г. – Марк Никълсън, английски футболист (* 1871 г.)
- 1965 г. – Иван Антипов-Каратаев, руски почвовед (* 1888 г.)
- 1971 г. – Джим Морисън, американски певец (The Doors) (* 1943 г.)
- 1971 г. – Цветан Стоянов, български преводач и писател (* 1930 г.)
- 1995 г. – Андрей Гуляшки, български писател (* 1914 г.)
- 1998 г. – Иван Пановски, български народен певец (* 1921 г.)
- 1998 г. – Садек Чубак, ирански писател (* 1916 г.)
- 2000 г. – Георги Трингов, български шахматист (* 1937 г.)
- 2000 г. – Кемал Сунал, турски киноартист (* 1944 г.)
- 2007 г. – Алис Тимандер, шведска зъболекарка и киноактриса (* 1915 г.)
- 2010 г. – Абу Дауд, палестински терорист (* 1937 г.)
- 2016 г. – Ани Бакалова, българска актриса (* 1940 г.)
- 2016 г. – Маркус Вернер, швейцарски писател (* 1944 г.)
- 2025 г. – Диого Жота, португалски футболист (* 1996 г.)

## Празници
- Беларус – Ден на освобождението (от окупация на Нацистка Германия, 1944 г., национален празник)